# Medinodexia exigua
Medinodexia exigua är en tvåvingeart som beskrevs av Hiroshi Shima 1979. Medinodexia exigua ingår i släktet Medinodexia och familjen parasitflugor. Inga underarter finns listade i Catalogue of Life.